# Coupe des États-Unis de soccer 2013
Navigation
Lamar Hunt U.S. Open Cup 2012 Lamar Hunt U.S. Open Cup 2014
La Coupe des États-Unis de soccer 2013 est la 100e édition de la Lamar Hunt U.S. Open Cup, la plus ancienne des compétitions dans le soccer américain. C'est un système à élimination directe mettant aux prises des clubs de soccer amateurs, semi-pros et professionnels affiliés à la Fédération des États-Unis de soccer, qui l'organise conjointement avec les ligues locales
La finale se tient 1er octobre 2013, après six autres tours à élimination directe dans la phase finale mettant aux prises des clubs amateurs et professionnels. Les qualifications débutent en novembre 2012 pour les équipes des divisions cinq ou inférieures même si la Fédération des États-Unis de soccer n'annonce le format de la compétition que le 5 mars 2013.
Le tenant du titre est le Sporting Kansas City, vainqueur en finale des Seattle Sounders, franchise triple championne en 2009, 2010 et 2011. Le vainqueur, le D.C. United remporte 250,000 $ ainsi qu'une place pour la Ligue des champions de la CONCACAF 2014-2015.

## Déroulement de la compétition

### Changement de règle dans la désignation du club hôte
Alors que durant plusieurs années la désignation du club hôte se faisait par un système d'enchères qui était très controversé et critiqué, notamment par les clubs amateurs ou semi-pros, la fédération a décidé de passer à un système de désignation par tirage au sort afin de ne pas défavoriser les clubs avec un petit budget,.

### Primes monétaires
Pour cette centième édition, les primes accordées sont inédites. Le champion qui recevait une prime de 100 000 dollars durant les précédentes années reçoit désormais 250 000 dollars. En général, c'est l'ensemble des primes qui sont augmentées, ainsi, un finaliste touche désormais 60 000 dollars (contre 50 000 les années précédentes) et 15 000 dollars pour les meilleurs de chaque championnat semi-pro et amateur contre 10 000 précédemment. Au total, les primes atteignent, en 2013, 355 000 dollars et ont donc presque doublé. Cette augmentation suit une période où les revenus (billets d'entrée, différentes commissions...) générés par les rencontres de la compétition ont largement augmenté alors que les coûts (remboursement des frais de déplacement et primes finales) sont restés sensiblement les mêmes. On a donc vu que les revenus générés par la compétition ont plus que triplé pour des dépenses relativement constantes.
Les primes monétaires de l'édition 2013 sont distribuées aux clubs terminant dans les 8 premiers, comme suit:
| Classement                                                 | Primes    |
| ---------------------------------------------------------- | --------- |
| Champion                                                   | 250,000 $ |
| Finaliste                                                  | 60,000 $  |
| Meilleur de championnat inférieur à la Major League Soccer | 15,000 $  |

## Calendrier
De par la taille du pays, les phases de qualification sont dirigées par des ligues nationales qui divisent elles-mêmes leurs phases de qualification selon la répartition géographique des clubs membres. Ainsi, selon les conférences, les qualifications peuvent être composées d'un à trois tours.

### Dates des matchs
| Tour                                             | Nom                 | Dates retenues       | Équipes participantes | Équipes gagnantes |
| Épreuve éliminatoire (2012)                      |                     |                      |                       |                   |
| 1                                                | Premier tour        | Dates locales        |                       |                   |
| 2                                                | Deuxième tour       | Dates locales        |                       |                   |
| 3                                                | Troisième tour      | Dates locales        |                       |                   |
| Compétition propre (2013)                        |                     |                      |                       |                   |
| Entrée de 4 clubs de NPSL/USCS/USSSA             |                     |                      |                       |                   |
| 4                                                | Tour préliminaire   | mar. 7 mai           | 4                     | 2                 |
| Entrée de 34 clubs de NPSL/USASA/USL PDL/USL PRO |                     |                      |                       |                   |
| 5                                                | Premier tour        | mar.-mer. 14-15 mai  | 36                    | 18                |
| Entrée des 14 clubs de NASL/USL PRO              |                     |                      |                       |                   |
| 6                                                | Deuxième tour       | mar. 21 mai          | 32                    | 16                |
| Entrée des 16 clubs de Major League Soccer       |                     |                      |                       |                   |
| 7                                                | Troisième tour      | mar.-mer. 28-29 mai  | 32                    | 16                |
| 8                                                | Huitièmes de finale | mer. 12 juin         | 16                    | 8                 |
| 9                                                | Quarts de finale    | mer. 26 juin         | 8                     | 4                 |
| 10                                               | Demi-finales        | mer. 7 août          | 4                     | 2                 |
| 11                                               | Finale              | vendredi 1er octobre | 2                     | 1                 |

## Participants
La précédente édition avait été marquée par l'introduction de l'US Club Soccer (USCS) dans la compétition. Cette année, c'est à la très méconnue United States Specialty Sports Association (USSSA), qui ne doit pas être confondue avec la Unted States Adult Soccer Association (USASA), que l'on attribue une place dans le tour préliminaire où l'équipe représentante doit affronter une formation de National Premier Soccer League (NPSL) qui, cette dernière, se voit attribuer elle aussi une place ce qui l'amène à un total de 8 représentants.
L'augmentation du nombre d'équipes en lice implique l'organisation de deux affrontements dans le tour préliminaire avec une équipe d'US Club Soccer et une équipe de USSSA opposées à deux formations de NPSL.
| Entre au Tour préliminaire | Entre au Premier tour | Entre au Premier tour | Entre au Deuxième tour | Entre au Troisième tour |
| NPSL/USCS/USSSA 2 équipes/1 équipe/1 équipe | NPSL/USASA/PDL/USL PRO 6 équipes/8 équipes/16 équipes/4 équipes | NPSL/USASA/PDL/USL PRO 6 équipes/8 équipes/16 équipes/4 équipes | NASL/USL PRO 6 équipes/8 équipes | MLS 16 équipes |
| National Premier Soccer League - FC Hasental - Georgia Revolution United States Club Soccer - Fresno Fuego Future United States Specialty Sports Association - Colorado Rovers Soccer Club | National Premier Soccer League - Brooklyn Italians - Chattanooga FC - FC Sonic Lehigh Valley - Madison 56ers - New York Red Bulls NPSL - Sacramento Gold United States Adult Soccer Association - Dearborn Stars, - Doxa Italia - Icon FC - Massachusetts Premier Soccer - NTX Rayados - PSA Elite - Red Force - RWB Adria | USL PRO - Dayton Dutch Lions - Pittsburgh Riverhounds - Phoenix FC - VSI Tampa Bay FC Premier Development League - Austin Aztex - Carolina Dynamo - Des Moines Menace$ - FC Tucson - GPS Portland Phoenix - Laredo Heat - Michigan Bucks - Ocala Stampede - Ocean City Nor'easters - Orlando City U23 - Portland Timbers U23 - Reading United - Real Colorado Foxes - River City Rovers - Seattle Sounders FC U23 - Ventura County Fusion | NASL - Atlanta Silverbacks - Carolina RailHawks$ - Fort Lauderdale Strikers - Minnesota United FC - San Antonio Scorpions - Tampa Bay Rowdies USL PRO - Charleston Battery - Charlotte Eagles - Harrisburg City Islanders - Los Angeles Blues - Orlando City SC$ - Richmond Kickers - Rochester Rhinos - Wilmington Hammerheads | - Chicago Fire - Chivas USA - Colorado Rapids - Columbus Crew - FC Dallas - D.C. United - Houston Dynamo - Los Angeles Galaxy - New England Revolution - New York Red Bulls - Philadelphia Union - Portland Timbers - Real Salt Lake - San Jose Earthquakes - Seattle Sounders FC - Sporting Kansas City |

Légende :

Major League Soccer (MLS) : Championnat de première division.

North American Soccer League (NASL) : Championnat de seconde division organisé par la Fédération des États-Unis de soccer (USSF).

USL Pro : Championnat de troisième division organisé par la United Soccer Leagues (USL).

Premier Development League (PDL) : Championnat de quatrième division organisé par la United Soccer Leagues (USL).

National Premier Soccer League (NPSL) : Championnat de quatrième division organisé par la Fédération des États-Unis de soccer (USSF).

United States Adult Soccer Association (USASA) : Organisateur des championnats de divisions cinq à neuf.

US Club Soccer (USCS) : Organisation de soccer présente dans les 50 États du pays.

United States Specialty Sports Association (USSSA) : Organisation multisports présente dans l'ensemble du pays.
- $: Vainqueur du bonus de 15,000 $ pour être l'équipe du championnat ayant été le plus loin dans la compétition[12].

## Résultats
Le vainqueur de l'édition précédente, le Sporting Kansas City (MLS) entre dans la compétition en seizièmes de finale.

### Tour préliminaire
| Division | Club                | Score                 | Club               | Division |
| -------- | ------------------- | --------------------- | ------------------ | -------- |
| (USSSA)  | Colorado Rovers     | 1-1 a.p. (3-5 t.a.b.) | Georgia Revolution | (NPSL)   |
| (USCS)   | Fresno Fuego Future | 3-5                   | FC Hasental        | (NPSL)   |

### Premier tour
| Division  | Club                    | Score                 | Club                          | Division  |
| --------- | ----------------------- | --------------------- | ----------------------------- | --------- |
| (PDL)     | GPS Portland Phoenix    | 2-0                   | Massachusetts Premier Soccer  | (USASA)   |
| (NPSL)    | Brooklyn Italians       | 1-4                   | Icon FC                       | (USASA)   |
| (PDL)     | Ocean City Nor'easters  | 2-0                   | New York Red Bulls NPSL       | (NPSL)    |
| (PDL)     | Reading United AC       | 2-0                   | FC Lehigh Valley United Sonic | (NPSL)    |
| (USASA)   | Red Force               | 2-4                   | Ocala Stampede                | (PDL)     |
| (PDL)     | Orlando City U23        | 1-1 a.p. (3-5 t.a.b.) | VSI Tampa Bay FC              | (USL Pro) |
| (PDL)     | Carolina Dynamo         | 4-4 a.p. (4-1 t.a.b.) | Chattanooga FC                | (NPSL)    |
| (PDL)     | Michigan Bucks          | 0-2                   | Dearborn Stars                | (USASA)   |
| (USL Pro) | Pittsburgh Riverhounds  | 1-1 a.p. (5-3 t.a.b.) | RWB Adria                     | (USASA)   |
| (USL Pro) | Dayton Dutch Lions      | 3-0                   | River City Rovers             | (PDL)     |
| (PDL)     | Des Moines Menace       | 1-0                   | Madison 56ers                 | (NPSL)    |
| (PDL)     | Austin Aztex            | 3-0                   | NTX Rayados                   | (USASA)   |
| (PDL)     | FC Tucson               | 2-0                   | Phoenix FC                    | (USL Pro) |
| (PDL)     | Portland Timbers U23    | 3-2                   | Sacramento Gold               | (NPSL)    |
| (PDL)     | Seattle Sounders FC U23 | 5-1                   | Doxa Italia                   | (USASA)   |
| (PDL)     | Laredo Heat SC          | 2-0                   | PSA Elite                     | (USASA)   |
| (NPSL)    | Georgia Revolution      | 4-3                   | Real Colorado Foxes           | (PDL)     |
| (PDL)     | Ventura County Fusion   | 3-2                   | FC Hasental                   | (NPSL)    |

### Deuxième tour
| Division  | Club                     | Score                 | Club                      | Division  |
| --------- | ------------------------ | --------------------- | ------------------------- | --------- |
| (USL Pro) | Rochester Rhinos         | 1-0                   | GPS Portland Phoenix      | (PDL)     |
| (USL Pro) | Richmond Kickers         | 4-1                   | Icon FC                   | (USASA)   |
| (PDL)     | Reading United AC        | 1-0                   | Harrisburg City Islanders | (USL Pro) |
| (PDL)     | Ocean City Nor'easters   | 1-0                   | Pittsburgh Riverhounds    | (USL Pro) |
| (USL Pro) | Dayton Dutch Lions       | 4-1 a.p.              | Dearborn Stars            | (USASA)   |
| (NASL)    | Carolina RailHawks       | 3-1                   | Carolina Dynamo           | (PDL)     |
| (USL Pro) | VSI Tampa Bay FC         | 1-2                   | Tampa Bay Rowdies         | (NASL)    |
| (PDL)     | Ocala Stampede           | 1-3                   | Orlando City              | (USL Pro) |
| (NASL)    | Minnesota United FC      | 0-1                   | Des Moines Menace         | (PDL)     |
| (NASL)    | San Antonio Scorpions    | 2-2 a.p. (3-4 t.a.b.) | FC Tucson                 | (PDL)     |
| (PDL)     | Austin Aztex             | 0-2                   | Wilmington Hammerheads    | (USL Pro) |
| (USL Pro) | Los Angeles Blues        | 5-1                   | Ventura County Fusion     | (PDL)     |
| (PDL)     | Portland Timbers U23     | 0-1                   | Charleston Battery        | (USL PRO) |
| (USL Pro) | Charlotte Eagles         | 3-0                   | Sounders FC U23           | (PDL)     |
| (NPSL)    | Georgia Revolution       | 2-3                   | Atlanta Silverbacks       | (NASL)    |
| (NASL)    | Fort Lauderdale Strikers | 1-1 (7-6 t.a.b.)      | Laredo Heat SC            | (PDL)     |

### Troisième tour
Les rencontres ont lieu les mardi 28 et mercredi 29 mai 2013. À ce stade de la compétition, chaque rencontre voit s'affronter une équipe de Major League Soccer et une équipe semi-pro ou amateur.
| Division  | Club                    | Résultat              | Club                   | Division  | Lieu                                            | Affluence | Date, heure        |
| --------- | ----------------------- | --------------------- | ---------------------- | --------- | ----------------------------------------------- | --------- | ------------------ |
| (USL Pro) | Richmond Kickers        | 0-0 a.p. (2-4 t.a.b.) | D.C. United            | (MLS)     | City Stadium, Richmond (Virginie), VA           | 4 752     | Mardi 28, 19h00    |
| (USL Pro) | Charleston Battery      | 1-0                   | San Jose Earthquakes   | (MLS)     | Blackbaud Stadium, Charleston, SC               | 1 954     | Mardi 28, 19h30    |
| (USL Pro) | Orlando City SC         | 3-1                   | Colorado Rapids        | (MLS)     | Citrus Bowl, Orlando, FL                        | 4 128     | Mardi 28, 19h30    |
| (NASL)    | Ft. Lauderdale Strikers | 0-2                   | FC Dallas              | (MLS)     | Lockhart Stadium, Fort Lauderdale, FL           | NC        | Mardi 28, 19h30    |
| (USL Pro) | Rochester Rhinos        | 1-5                   | New England Revolution | (MLS)     | Sahlen's Stadium, Rochester, NY                 | NC        | Mardi 28, 19h35    |
| (MLS)     | Philadelphia Union      | 2-1                   | Ocean City Nor'easters | (PDL)     | PPL Park, Chester, PA                           | 6 798     | Mardi 28, 19h35    |
| (MLS)     | Sporting Kansas City    | 2-0                   | Des Moines Menace      | (PDL)     | Sporting Park, Kansas City, KS                  | 15 621    | Mardi 28, 20h30    |
| (MLS)     | Real Salt Lake          | 3-2 a.p.              | Atlanta Silverbacks    | (NASL)    | Rio Tinto Stadium, Sandy, UT                    | 9 644     | Mardi 28, 21h30    |
| (USL Pro) | Los Angeles Blues       | 1-2                   | Chivas USA             | (MLS)     | Titan Stadium, Fullerton, CA                    | NC        | Mardi 28, 22h30    |
| (USL Pro) | Charlotte Eagles        | 0-2                   | Chicago Fire           | (MLS)     | Dickson Field, Queens University, Charlotte, NC | 1 562     | Mercredi 29, 19h00 |
| (NASL)    | Carolina Railhawks      | 2-0                   | Los Angeles Galaxy     | (MLS)     | WakeMed Soccer Park, Cary, NC                   | 8 121     | Mercredi 29, 19h15 |
| (MLS)     | Columbus Crew           | 2-1                   | Dayton Dutch Lions     | (USL Pro) | Columbus Crew Stadium, Columbus, OH             | 1 302     | Mercredi 29, 19h30 |
| (NASL)    | Tampa Bay Rowdies       | 1-0                   | Seattle Sounders FC    | (MLS)     | Progress Energy Park, St. Petersburg, FL        | 4 124     | Mercredi 29, 19h30 |
| (MLS)     | New York Red Bulls      | 2-0                   | Reading United AC      | (PDL)     | Red Bull Arena, Harrison, NJ                    | 3 867     | Mercredi 29, 19h30 |
| (MLS)     | Houston Dynamo          | 2-0                   | FC Tucson              | (PDL)     | BBVA Compass Stadium, Houston, TX               | 2 917     | Mercredi 29, 20h30 |
| (MLS)     | Portland Timbers        | 5-1                   | Wilmington Hammerheads | (USL Pro) | Jeld-Wen Field, Portland, OR                    | 10 924    | Mercredi 29, 22h30 |

### Huitièmes de finale
Les rencontres ont lieu le 12 juin 2013.
| 12 juin 2013 | New England Revolution (MLS)            | 4-2   | (MLS) New York Red Bulls   | | |
| 19h30 UTC-5  | Rowe 5e 37e · Imbongo 50e · Tierney 86e | (2-1) | 30e Espíndola · 61e Steele | Soldiers Field Soccer Stadium, Université Harvard, Cambridge, MA Spectateurs : 2 500 Arbitrage : Matthew Foerster | Soldiers Field Soccer Stadium, Université Harvard, Cambridge, MA Spectateurs : 2 500 Arbitrage : Matthew Foerster |
| 19h30 UTC-5  | Rapport                                 |       |                            | Soldiers Field Soccer Stadium, Université Harvard, Cambridge, MA Spectateurs : 2 500 Arbitrage : Matthew Foerster | Soldiers Field Soccer Stadium, Université Harvard, Cambridge, MA Spectateurs : 2 500 Arbitrage : Matthew Foerster |

| 12 juin 2013 | D.C. United (MLS)      | 3-1   | (MLS) Philadelphia Union |                                                                            |                                                                            |
| 19h00 UTC-5  | De Rosario 24e 75e 85e | (1-0) | 76e McInerney            | Maryland SoccerPlex, Boyds, MD Spectateurs : 3 000 Arbitrage : Kevin Terry | Maryland SoccerPlex, Boyds, MD Spectateurs : 3 000 Arbitrage : Kevin Terry |
| 19h00 UTC-5  | Rapport                |       |                          | Maryland SoccerPlex, Boyds, MD Spectateurs : 3 000 Arbitrage : Kevin Terry | Maryland SoccerPlex, Boyds, MD Spectateurs : 3 000 Arbitrage : Kevin Terry |

| 13 juin 2013 | Chicago Fire (MLS)     | 2-1   | (MLS) Columbus Crew |                                                                           |                                                                           |
| 13h00 UTC-6  | Magee 28e · Nyarko 78e | (1-1) | 22e Warzycha (en)   | Toyota Park, Bridgeview, IL Spectateurs : 2 006 Arbitrage : Fotis Bazakos | Toyota Park, Bridgeview, IL Spectateurs : 2 006 Arbitrage : Fotis Bazakos |
| 13h00 UTC-6  | Rapport                |       |                     | Toyota Park, Bridgeview, IL Spectateurs : 2 006 Arbitrage : Fotis Bazakos | Toyota Park, Bridgeview, IL Spectateurs : 2 006 Arbitrage : Fotis Bazakos |

| 12 juin 2013 | Sporting Kansas City (MLS) | 0-1   | (USL Pro) Orlando City SC |                                                                               |                                                                               |
| 19h30 UTC-6  |                            | (0-1) | 2e Long Tan (en)          | Sporting Park, Kansas City, KS Spectateurs : 15 981 Arbitrage : Tyler Ploeger | Sporting Park, Kansas City, KS Spectateurs : 15 981 Arbitrage : Tyler Ploeger |
| 19h30 UTC-6  | Rapport                    |       |                           | Sporting Park, Kansas City, KS Spectateurs : 15 981 Arbitrage : Tyler Ploeger | Sporting Park, Kansas City, KS Spectateurs : 15 981 Arbitrage : Tyler Ploeger |

| 12 juin 2013 | FC Dallas (MLS)           | 3-0   | (MLS) Houston Dynamo |                                                                           |                                                                           |
| 20h00 UTC-6  | Cooper 37e 59e · Loyd 76e | (1-0) |                      | FC Dallas Stadium, Frisco, TX Spectateurs : 4 006 Arbitrage : Juan Guzman | FC Dallas Stadium, Frisco, TX Spectateurs : 4 006 Arbitrage : Juan Guzman |
| 20h00 UTC-6  | Rapport                   |       |                      | FC Dallas Stadium, Frisco, TX Spectateurs : 4 006 Arbitrage : Juan Guzman | FC Dallas Stadium, Frisco, TX Spectateurs : 4 006 Arbitrage : Juan Guzman |

| 12 juin 2013 | Carolina Railhawks (NASL)                                | 3-1 a. p. | (MLS) Chivas USA |                                                                                  |                                                                                  |
| 19h15 UTC-5  | Shipalane (en) 13e · Elizondo (en) 92e · Ackley (en) 98e | (1-0)     | 57e Alvarez      | WakeMed Soccer Park, Cary, NC Spectateurs : 5 066 Arbitrage : Alejandro Mariscal | WakeMed Soccer Park, Cary, NC Spectateurs : 5 066 Arbitrage : Alejandro Mariscal |
| 19h15 UTC-5  | Rapport                                                  |           |                  | WakeMed Soccer Park, Cary, NC Spectateurs : 5 066 Arbitrage : Alejandro Mariscal | WakeMed Soccer Park, Cary, NC Spectateurs : 5 066 Arbitrage : Alejandro Mariscal |

| 12 juin 2013 | Real Salt Lake (MLS)                                          | 5-2 a. p. | (USL Pro) Charleston Battery  |                                                                              |                                                                              |
| 19h30 UTC-7  | Sandoval 66e 97e · Plata 79e · Stephenson 105e · Morales 108e | (0-2)     | 15e Kelly · 18e Paterson (en) | Rio Tinto Stadium, Sandy, UT Spectateurs : 13 763 Arbitrage : Jesus Cisneros | Rio Tinto Stadium, Sandy, UT Spectateurs : 13 763 Arbitrage : Jesus Cisneros |
| 19h30 UTC-7  | Rapport                                                       |           |                               | Rio Tinto Stadium, Sandy, UT Spectateurs : 13 763 Arbitrage : Jesus Cisneros | Rio Tinto Stadium, Sandy, UT Spectateurs : 13 763 Arbitrage : Jesus Cisneros |

| 13 juin 2013 | Portland Timbers (MLS)          | 2-0   | (NASL) Tampa Bay Rowdies |                                                                            |                                                                            |
| 19h30 UTC-8  | Nanchoff (en) 9e · Jewsbury 55e | (1-0) |                          | Jeld-Wen Field, Portland, OR Spectateurs : 5 931 Arbitrage : Ismail Elfath | Jeld-Wen Field, Portland, OR Spectateurs : 5 931 Arbitrage : Ismail Elfath |
| 19h30 UTC-8  | Rapport                         |       |                          | Jeld-Wen Field, Portland, OR Spectateurs : 5 931 Arbitrage : Ismail Elfath | Jeld-Wen Field, Portland, OR Spectateurs : 5 931 Arbitrage : Ismail Elfath |

Note : Pour des raisons climatiques, la rencontre entre le Chicago Fire et le Columbus Crew a été reportée du 12 au 13 juin 2013.

### Quarts de finale
Les rencontres ont lieu le 26 juin 2013.
À ce stade de la compétition, c'est le club de Floride évoluant en USL Pro d'Orlando City SC qui fait figure de petit poucet.
| 26 juin 2013 | D.C. United (MLS)                                    | 3 - 1   | (MLS) New England Revolution |                                                            |                                                            |
| 19h00 UTC-5  | Pontius 45e · De Rosario 69e · Pajoy (en) 87e (pen.) | (1 - 0) | 52e Toja                     | Maryland SoccerPlex, Boyds, MD Arbitrage : Edvin Jurisevic | Maryland SoccerPlex, Boyds, MD Arbitrage : Edvin Jurisevic |
| 19h00 UTC-5  | Riley 52e                                            | Rapport | 47e Dorman · 58e Imbongo     | Maryland SoccerPlex, Boyds, MD Arbitrage : Edvin Jurisevic | Maryland SoccerPlex, Boyds, MD Arbitrage : Edvin Jurisevic |

| 26 juin 2013 | Chicago Fire (MLS)                                   | 5 - 1   | (USL Pro) Orlando City SC                                       |                                                      |                                                      |
| 19h30 UTC-6  | Rolfe 6e 63e · Nyarko 59e · Magee 83e · Lindpere 90e | (1 - 0) | 51e Valentino (en)                                              | Toyota Park, Bridgeview, IL Arbitrage : Sorin Stoica | Toyota Park, Bridgeview, IL Arbitrage : Sorin Stoica |
| 19h30 UTC-6  | Alex 24e · Segares 73e                               | Rapport | 21e Duke (en) · 71e Songo'o (en) · 76e Burke (en) · 86e Mbengue | Toyota Park, Bridgeview, IL Arbitrage : Sorin Stoica | Toyota Park, Bridgeview, IL Arbitrage : Sorin Stoica |

| 26 juin 2013 | Real Salt Lake (MLS)                    | 3 - 0   | (NASL) Carolina Railhawks |                                                                             |                                                                             |
| 19h30 UTC-7  | Beltran 35e · Wingert 51e · Saborío 86e | (1 - 0) |                           | Rio Tinto Stadium, Sandy, UT Spectateurs : 10 287 Arbitrage : Fotis Bazakos | Rio Tinto Stadium, Sandy, UT Spectateurs : 10 287 Arbitrage : Fotis Bazakos |
| 19h30 UTC-7  | Rapport                                 |         |                           | Rio Tinto Stadium, Sandy, UT Spectateurs : 10 287 Arbitrage : Fotis Bazakos | Rio Tinto Stadium, Sandy, UT Spectateurs : 10 287 Arbitrage : Fotis Bazakos |

| 26 juin 2013 | FC Dallas (MLS)           | 2 - 3   | (MLS) Portland Timbers                 |                                                                                  |                                                                                  |
| 20h00 UTC-6  | Watson 14e · Pérez 86e    | (1 - 0) | 61e Nagbe · 63e Valeri · 72e Piquionne | FC Dallas Stadium, Frisco, TX Spectateurs : 3 889 Arbitrage : Jose Carlos Rivero | FC Dallas Stadium, Frisco, TX Spectateurs : 3 889 Arbitrage : Jose Carlos Rivero |
| 20h00 UTC-6  | Jacobson 60e · John 90+1e | Rapport | 47e Kah · 89e Johnson                  | FC Dallas Stadium, Frisco, TX Spectateurs : 3 889 Arbitrage : Jose Carlos Rivero | FC Dallas Stadium, Frisco, TX Spectateurs : 3 889 Arbitrage : Jose Carlos Rivero |

### Demi-finales
Les rencontres ont lieu le 7 août 2013.
À la suite de l'élimination de Orlando City et des Carolina Railhawks, il ne reste plus que des équipes de Major League Soccer en compétition.
| 7 août 2013 | Chicago Fire | 0 - 2   | D.C. United                 |                                                      |                                                      |
| 19h30 UTC-5 |              | (0 - 1) | 44e De Rosario · 48e DeLeon | Toyota Park, Bridgeview, IL Arbitrage : Jair Marrufo | Toyota Park, Bridgeview, IL Arbitrage : Jair Marrufo |
| 19h30 UTC-5 | Rapport      |         |                             | Toyota Park, Bridgeview, IL Arbitrage : Jair Marrufo | Toyota Park, Bridgeview, IL Arbitrage : Jair Marrufo |

| 7 août 2013 | Real Salt Lake         | 2 - 1   | Portland Timbers        |                                                      |                                                      |
| 19h30 UTC-6 | Saborio 7e · Plata 78e | (1 - 0) | 90+1e Valeri            | Rio Tinto Stadium, Sandy, UT Arbitrage : Mark Geiger | Rio Tinto Stadium, Sandy, UT Arbitrage : Mark Geiger |
| 19h30 UTC-6 | Salcedo 42e            | Rapport | 42e Johnson · 90+4e Kah | Rio Tinto Stadium, Sandy, UT Arbitrage : Mark Geiger | Rio Tinto Stadium, Sandy, UT Arbitrage : Mark Geiger |

### Finale
| 1er octobre 2013 | Real Salt Lake                  | 0 - 1   | D.C. United                       |                                                                           |                                                                           |
| 19h30 UTC-6      |                                 | (0 - 1) | 45e Neal                          | Rio Tinto Stadium, Sandy, UT Spectateurs : 17 608 Arbitrage : Juan Guzman | Rio Tinto Stadium, Sandy, UT Spectateurs : 17 608 Arbitrage : Juan Guzman |
| 19h30 UTC-6      | Beckerman 45+2e · Rimando 90+1e | Rapport | 21e Riley · 58e DeLeon · 80e Korb | Rio Tinto Stadium, Sandy, UT Spectateurs : 17 608 Arbitrage : Juan Guzman | Rio Tinto Stadium, Sandy, UT Spectateurs : 17 608 Arbitrage : Juan Guzman |

| Vainqueur de l'US Open Cup 2013 D.C. United 3e titre |

### Tableau final
|  | Huitièmes de finale                                             | Huitièmes de finale                      |                |   | Quarts de finale                       | Quarts de finale                       |  |  | Demi-finales                          | Demi-finales                          |  |  | Finale                                     | Finale                                     |
|  | Huitièmes de finale                                             | Huitièmes de finale                      |                |   | Quarts de finale                       | Quarts de finale                       |  |  | Demi-finales                          | Demi-finales                          |  |  | Finale                                     | Finale                                     |
|  |                                                                 |                                          |                |   |                                        |                                        |  |  |                                       |                                       |  |  |                                            |                                            |
|  | 12 juin 2013, Rio Tinto Stadium, Sandy                          | 12 juin 2013, Rio Tinto Stadium, Sandy   |                |   | 26 juin 2013, Rio Tinto Stadium, Sandy | 26 juin 2013, Rio Tinto Stadium, Sandy |  |  | 7 août 2013, Rio Tinto Stadium, Sandy | 7 août 2013, Rio Tinto Stadium, Sandy |  |  | 1er octobre 2013, Rio Tinto Stadium, Sandy | 1er octobre 2013, Rio Tinto Stadium, Sandy |
|  | 12 juin 2013, Rio Tinto Stadium, Sandy                          | 12 juin 2013, Rio Tinto Stadium, Sandy   |                |   | 26 juin 2013, Rio Tinto Stadium, Sandy | 26 juin 2013, Rio Tinto Stadium, Sandy |  |  | 7 août 2013, Rio Tinto Stadium, Sandy | 7 août 2013, Rio Tinto Stadium, Sandy |  |  | 1er octobre 2013, Rio Tinto Stadium, Sandy | 1er octobre 2013, Rio Tinto Stadium, Sandy |
|  | Real Salt Lake ap                                               | 5                                        |                |   | 26 juin 2013, Rio Tinto Stadium, Sandy | 26 juin 2013, Rio Tinto Stadium, Sandy |  |  | 7 août 2013, Rio Tinto Stadium, Sandy | 7 août 2013, Rio Tinto Stadium, Sandy |  |  | 1er octobre 2013, Rio Tinto Stadium, Sandy | 1er octobre 2013, Rio Tinto Stadium, Sandy |
|  | Real Salt Lake ap                                               | 5                                        |                |   | 26 juin 2013, Rio Tinto Stadium, Sandy | 26 juin 2013, Rio Tinto Stadium, Sandy |  |  | 7 août 2013, Rio Tinto Stadium, Sandy | 7 août 2013, Rio Tinto Stadium, Sandy |  |  | 1er octobre 2013, Rio Tinto Stadium, Sandy | 1er octobre 2013, Rio Tinto Stadium, Sandy |
|  | Charleston Battery                                              | 2                                        |                |   | 26 juin 2013, Rio Tinto Stadium, Sandy | 26 juin 2013, Rio Tinto Stadium, Sandy |  |  | 7 août 2013, Rio Tinto Stadium, Sandy | 7 août 2013, Rio Tinto Stadium, Sandy |  |  | 1er octobre 2013, Rio Tinto Stadium, Sandy | 1er octobre 2013, Rio Tinto Stadium, Sandy |
|  | Charleston Battery                                              | 2                                        | Real Salt Lake | 3 |                                        |                                        |  |  | 7 août 2013, Rio Tinto Stadium, Sandy | 7 août 2013, Rio Tinto Stadium, Sandy |  |  | 1er octobre 2013, Rio Tinto Stadium, Sandy | 1er octobre 2013, Rio Tinto Stadium, Sandy |
|  | 12 juin 2013, WakeMed Soccer Park, Cary                         |                                          | Real Salt Lake | 3 |                                        |                                        |  |  | 7 août 2013, Rio Tinto Stadium, Sandy | 7 août 2013, Rio Tinto Stadium, Sandy |  |  | 1er octobre 2013, Rio Tinto Stadium, Sandy | 1er octobre 2013, Rio Tinto Stadium, Sandy |
|  |                                                                 | Carolina Railhawks                       | 0              |   |                                        |                                        |  |  | 7 août 2013, Rio Tinto Stadium, Sandy | 7 août 2013, Rio Tinto Stadium, Sandy |  |  | 1er octobre 2013, Rio Tinto Stadium, Sandy | 1er octobre 2013, Rio Tinto Stadium, Sandy |
|  | Carolina Railhawks ap                                           | Carolina Railhawks                       | 0              | 3 |                                        |                                        |  |  | 7 août 2013, Rio Tinto Stadium, Sandy | 7 août 2013, Rio Tinto Stadium, Sandy |  |  | 1er octobre 2013, Rio Tinto Stadium, Sandy | 1er octobre 2013, Rio Tinto Stadium, Sandy |
|  | Carolina Railhawks ap                                           | 26 juin 2013, FC Dallas Stadium, Frisco  |                | 3 |                                        |                                        |  |  | 7 août 2013, Rio Tinto Stadium, Sandy | 7 août 2013, Rio Tinto Stadium, Sandy |  |  | 1er octobre 2013, Rio Tinto Stadium, Sandy | 1er octobre 2013, Rio Tinto Stadium, Sandy |
|  | Chivas USA                                                      | 1                                        |                |   |                                        |                                        |  |  | 7 août 2013, Rio Tinto Stadium, Sandy | 7 août 2013, Rio Tinto Stadium, Sandy |  |  | 1er octobre 2013, Rio Tinto Stadium, Sandy | 1er octobre 2013, Rio Tinto Stadium, Sandy |
|  | Chivas USA                                                      | 1                                        | Real Salt Lake | 2 |                                        |                                        |  |  |                                       |                                       |  |  | 1er octobre 2013, Rio Tinto Stadium, Sandy | 1er octobre 2013, Rio Tinto Stadium, Sandy |
|  | 12 juin 2013, FC Dallas Stadium, Frisco                         |                                          | Real Salt Lake | 2 |                                        |                                        |  |  |                                       |                                       |  |  | 1er octobre 2013, Rio Tinto Stadium, Sandy | 1er octobre 2013, Rio Tinto Stadium, Sandy |
|  |                                                                 | Portland Timbers                         | 1              |   |                                        |                                        |  |  |                                       |                                       |  |  | 1er octobre 2013, Rio Tinto Stadium, Sandy | 1er octobre 2013, Rio Tinto Stadium, Sandy |
|  | FC Dallas                                                       | Portland Timbers                         | 1              | 3 |                                        |                                        |  |  |                                       |                                       |  |  | 1er octobre 2013, Rio Tinto Stadium, Sandy | 1er octobre 2013, Rio Tinto Stadium, Sandy |
|  | FC Dallas                                                       | 7 août 2013, Bridgeview, Chicago         |                | 3 |                                        |                                        |  |  |                                       |                                       |  |  | 1er octobre 2013, Rio Tinto Stadium, Sandy | 1er octobre 2013, Rio Tinto Stadium, Sandy |
|  | Houston Dynamo                                                  | 0                                        |                |   |                                        |                                        |  |  |                                       |                                       |  |  | 1er octobre 2013, Rio Tinto Stadium, Sandy | 1er octobre 2013, Rio Tinto Stadium, Sandy |
|  | Houston Dynamo                                                  | 0                                        | FC Dallas      | 2 |                                        |                                        |  |  |                                       |                                       |  |  | 1er octobre 2013, Rio Tinto Stadium, Sandy | 1er octobre 2013, Rio Tinto Stadium, Sandy |
|  | 12 juin 2013, Jeld-Wen Field, Portland                          |                                          | FC Dallas      | 2 |                                        |                                        |  |  |                                       |                                       |  |  | 1er octobre 2013, Rio Tinto Stadium, Sandy | 1er octobre 2013, Rio Tinto Stadium, Sandy |
|  |                                                                 | Portland Timbers                         | 3              |   |                                        |                                        |  |  |                                       |                                       |  |  | 1er octobre 2013, Rio Tinto Stadium, Sandy | 1er octobre 2013, Rio Tinto Stadium, Sandy |
|  | Portland Timbers                                                | Portland Timbers                         | 3              | 2 |                                        |                                        |  |  |                                       |                                       |  |  | 1er octobre 2013, Rio Tinto Stadium, Sandy | 1er octobre 2013, Rio Tinto Stadium, Sandy |
|  | Portland Timbers                                                | 26 juin 2013, Bridgeview, Chicago        |                | 2 |                                        |                                        |  |  |                                       |                                       |  |  | 1er octobre 2013, Rio Tinto Stadium, Sandy | 1er octobre 2013, Rio Tinto Stadium, Sandy |
|  | Tampa Bay Rowdies                                               | 0                                        |                |   |                                        |                                        |  |  |                                       |                                       |  |  | 1er octobre 2013, Rio Tinto Stadium, Sandy | 1er octobre 2013, Rio Tinto Stadium, Sandy |
|  | Tampa Bay Rowdies                                               | 0                                        | Real Salt Lake | 0 |                                        |                                        |  |  |                                       |                                       |  |  |                                            |                                            |
|  | 13 juin 2013, Bridgeview, Chicago                               |                                          | Real Salt Lake | 0 |                                        |                                        |  |  |                                       |                                       |  |  |                                            |                                            |
|  |                                                                 | D.C. United                              | 1              |   |                                        |                                        |  |  |                                       |                                       |  |  |                                            |                                            |
|  | Chicago Fire                                                    | D.C. United                              | 1              | 2 |                                        |                                        |  |  |                                       |                                       |  |  |                                            |                                            |
|  | Chicago Fire                                                    |                                          |                | 2 |                                        |                                        |  |  |                                       |                                       |  |  |                                            |                                            |
|  | Columbus Crew                                                   | 1                                        |                |   |                                        |                                        |  |  |                                       |                                       |  |  |                                            |                                            |
|  | Columbus Crew                                                   | 1                                        | Chicago Fire   | 5 |                                        |                                        |  |  |                                       |                                       |  |  |                                            |                                            |
|  | 12 juin 2013, Sporting Park, Kansas City                        |                                          | Chicago Fire   | 5 |                                        |                                        |  |  |                                       |                                       |  |  |                                            |                                            |
|  |                                                                 | Orlando City SC                          | 1              |   |                                        |                                        |  |  |                                       |                                       |  |  |                                            |                                            |
|  | Sporting Kansas City                                            | Orlando City SC                          | 1              | 0 |                                        |                                        |  |  |                                       |                                       |  |  |                                            |                                            |
|  | Sporting Kansas City                                            | 26 juin 2013, Maryland SoccerPlex, Boyds |                | 0 |                                        |                                        |  |  |                                       |                                       |  |  |                                            |                                            |
|  | Orlando City SC                                                 | 1                                        |                |   |                                        |                                        |  |  |                                       |                                       |  |  |                                            |                                            |
|  | Orlando City SC                                                 | 1                                        | Chicago Fire   | 0 |                                        |                                        |  |  |                                       |                                       |  |  |                                            |                                            |
|  | 12 juin 2013, Maryland SoccerPlex, Boyds                        |                                          | Chicago Fire   | 0 |                                        |                                        |  |  |                                       |                                       |  |  |                                            |                                            |
|  |                                                                 | D.C. United                              | 2              |   |                                        |                                        |  |  |                                       |                                       |  |  |                                            |                                            |
|  | D.C. United                                                     | D.C. United                              | 2              | 3 |                                        |                                        |  |  |                                       |                                       |  |  |                                            |                                            |
|  | D.C. United                                                     |                                          |                | 3 |                                        |                                        |  |  |                                       |                                       |  |  |                                            |                                            |
|  | Philadelphia Union                                              | 1                                        |                |   |                                        |                                        |  |  |                                       |                                       |  |  |                                            |                                            |
|  | Philadelphia Union                                              | 1                                        | D.C. United    | 3 |                                        |                                        |  |  |                                       |                                       |  |  |                                            |                                            |
|  | 12 juin 2013, Soldiers Field Soccer Stadium, Université Harvard |                                          | D.C. United    | 3 |                                        |                                        |  |  |                                       |                                       |  |  |                                            |                                            |
|  |                                                                 | New England Revolution                   | 1              |   |                                        |                                        |  |  |                                       |                                       |  |  |                                            |                                            |
|  | New England Revolution                                          | New England Revolution                   | 1              | 4 |                                        |                                        |  |  |                                       |                                       |  |  |                                            |                                            |
|  | New England Revolution                                          |                                          |                | 4 |                                        |                                        |  |  |                                       |                                       |  |  |                                            |                                            |
|  | New York Red Bulls                                              | 2                                        |                |   |                                        |                                        |  |  |                                       |                                       |  |  |                                            |                                            |
|  | New York Red Bulls                                              | 2                                        |                |   |                                        |                                        |  |  |                                       |                                       |  |  |                                            |                                            |

## Synthèse

### Nombre d'équipes par division et par tour
| Divisions / Manches       | Premier tour  | Deuxième tour | Troisième tour | Huitièmes de finale | Quarts de finale | Demi- finales | Finale |
| ------------------------- | ------------- | ------------- | -------------- | ------------------- | ---------------- | ------------- | ------ |
| MLS (D1) 16 équipes       | non présentes | non présentes | 16             | 12                  | 6                | 4             | 2      |
| NASL (D2) 6 équipes       | non présentes | 6             | 4              | 2                   | 1                | Aucune        | Aucune |
| USL Pro (D3) 12 équipes   | 4 présentes   | 11            | 8              | 2                   | 1                | Aucune        | Aucune |
| PDL (D4) 16 équipes       | 16            | 12            | 4              | Aucune              | Aucune           | Aucune        | Aucune |
| NPSL (D4) 8 équipes       | 6+2           | 1             | Aucune         | Aucune              | Aucune           | Aucune        | Aucune |
| USASA (D5 à D9) 8 équipes | 8             | 2             | Aucune         | Aucune              | Aucune           | Aucune        | Aucune |
| Total                     | 36            | 32            | 32             | 16                  | 8                | 4             | 2      |

### Le parcours des équipes de Major League Soccer
- Les équipes de Major League Soccer font leur entrée dans la compétition lors des seizièmes de finale.

| Équipes de la Conférence Ouest | Édition précédente | Édition 2013                                         |
| ------------------------------ | ------------------ | ---------------------------------------------------- |
| Chivas USA                     | Demi-finale        | 1/8 de finale c. Carolina Railhawks (NASL) [3-1 ap]  |
| Colorado Rapids                | 1/8 de finale      | 1/16 de finale c. Orlando City SC (USL Pro) [3-1]    |
| FC Dallas                      | 1/16 de finale     | 1/4 de finale c. Portland Timbers (MLS) [2-3]        |
| Los Angeles Galaxy             | 1/16 de finale     | 1/16 de finale c. Carolina Railhawks (NASL) [2-0]    |
| Portland Timbers               | 1/16 de finale     | 1/2 de finale c. Real Salt Lake (MLS) [2-1]          |
| Real Salt Lake                 | 1/16 de finale     | Finaliste                                            |
| San José Earthquakes           | 1/4 de finale      | 1/16 de finale c. Charleston Battery (USL Pro) [1-0] |
| Seattle Sounders FC            | Finaliste          | 1/16 de finale c. Tampa Bay Rowdies (NASL) [1-0]     |

| Équipes de la Conférence Est | Édition précédente | Édition 2013                                             |
| ---------------------------- | ------------------ | -------------------------------------------------------- |
| Chicago Fire                 | 1/16 de finale     | 1/2 de finale c. D.C. United (MLS) [0-2]                 |
| Columbus Crew                | 1/16 de finale     | 1/8 de finale c. Chicago Fire (MLS) [2-1]                |
| D.C. United                  | 1/8 de finale      | Vainqueur                                                |
| Houston Dynamo               | 1/16 de finale     | 1/8 de finale c. FC Dallas (MLS) [3-0]                   |
| Sporting Kansas City         | Champion           | 1/8 de finale c. Orlando City SC (USL Pro) [0-1]         |
| New England Revolution       | 1/16 de finale     | 1/4 de finale c. D.C. United (Major League Soccer) [3-1] |
| New York Red Bulls           | 1/8 de finale      | 1/8 de finale c. New England Revolution (MLS) [4-2]      |
| Philadelphia Union           | Demi-finale        | 1/8 de finale c. D.C. United (MLS) [3-1]                 |

## Meilleurs buteurs
| Rang | Joueur             | Équipe                   | Buts |
| ---- | ------------------ | ------------------------ | ---- |
| 1    | Frédéric Piquionne | Portland Timbers         | 5    |
| 1    | Dwayne De Rosario  | D.C. United              | 5    |
| 3    | Argjent Duka       | Icon FC                  | 4    |
| 3    | David Geno         | Seattle Sounders FC U-23 | 4    |
| 3    | Kwadwo Poku        | Georgia Revolution       | 4    |
| 3    | Kelyn Rowe         | New England Revolution   | 4    |
| 7    | Dom Dwyer          | Orlando City SC          | 3    |
| 7    | Georgi Hristov     | Tampa Bay Rowdies        | 3    |
| 7    | Hakan Ilhan        | Carolina Dynamo          | 3    |
| 7    | Mike Magee         | Chicago Fire             | 3    |
| 7    | Chris Rolfe        | Chicago Fire             | 3    |
| 7    | Devon Sandoval     | Real Salt Lake           | 3    |
| 7    | Gustavo Villalobos | FC Hasental              | 3    |